# Bactrià
El bactrià és una llengua que es parlava a l'antiga Bactriana, escrita amb pali.
Bactrià és també tot allò que es refereix a Bactriana i les persones del país (Bactrià, Bactriana).